# Woroschba
Woroschba (ukrainisch und russisch Ворожба, polnisch Worożba) ist eine Stadt im Zentrum der Oblast Sumy in der Ukraine mit 4000 Einwohnern (2023). Die Stadt ist ein Eisenbahnknotenpunkt an der Bahnstrecke Kiew–Kursk.

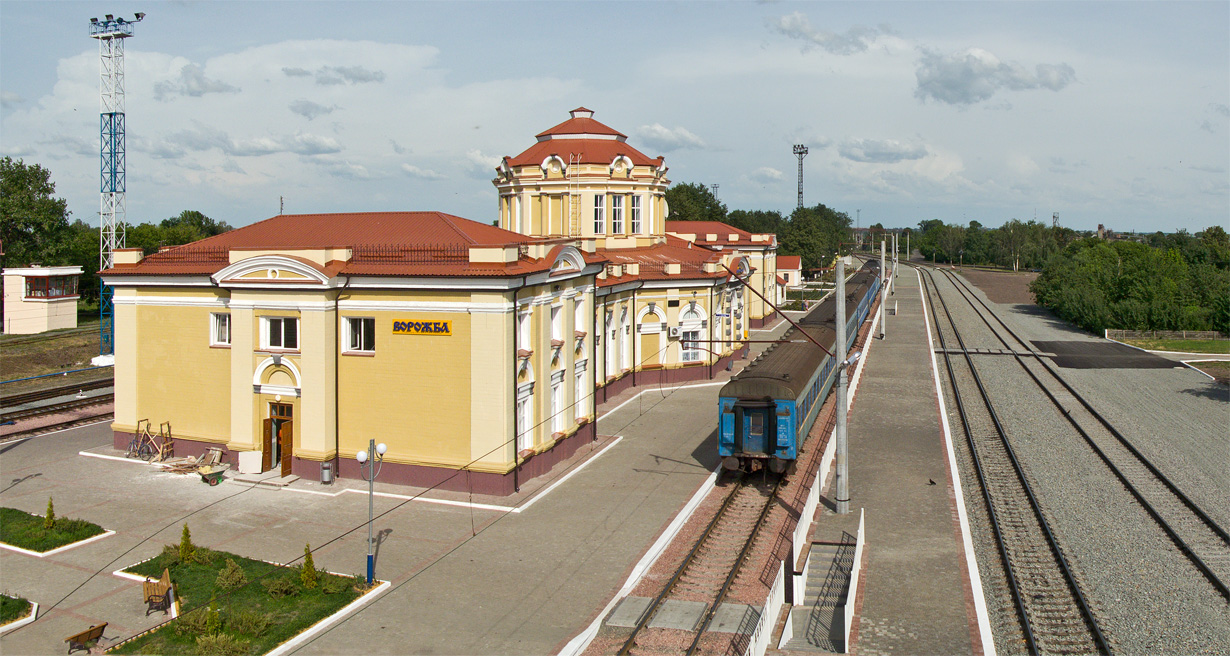
Bahnhof der Stadt

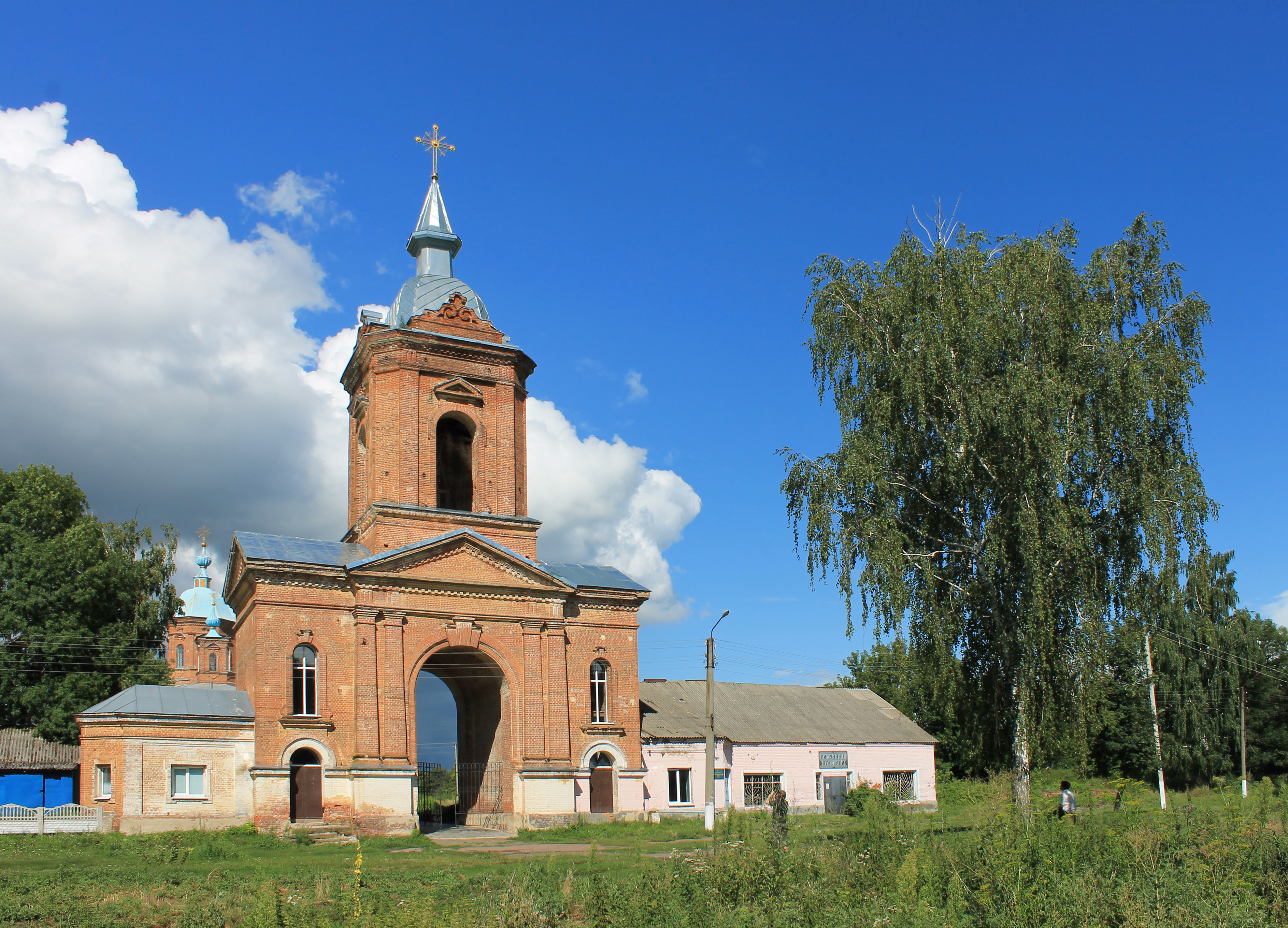
Kirche der heiligen Verklärung mit Glockenturm aus dem Jahr 1896

## Geschichte
Die 1959 zur Stadt erhobene Ortschaft wurde 1665 gegründet.
Vom 7. Oktober 1941 bis zum 3. September 1943 war die Stadt von Truppen der Wehrmacht besetzt.

## Geographie
Woroschba liegt im Rajon Bilopillja am linken Ufer der Wyr, einem 62 km langen Nebenfluss des Seim 5 km nordwestlich vom Rajonzentrum Bilopillja und etwa 54 km nordwestlich vom Oblastzentrum Sumy. Die Grenze zur russischen Oblast Belgorod liegt etwa 10 km nordöstlich der Stadt.

## Persönlichkeiten
- Gennadi Konoplew (1945–1997), Politiker in der Litauischen SSR, Bankier und Manager